# Will Vorhees
Will Vorhees (Lima, 18 dicembre 1995) è un cestista statunitense.

## Statistiche

### G League
| Anno      | Squadra          | PG | PT | MP   | TC%  | 3P%  | TL%  | RP  | AP  | PRP | SP  | PP  |
| --------- | ---------------- | -- | -- | ---- | ---- | ---- | ---- | --- | --- | --- | --- | --- |
| 2021-2022 | F.W. Mad Ants    | 34 | 5  | 12,4 | 50,4 | 24,1 | 57,1 | 3,1 | 0,7 | 0,2 | 0,3 | 4,4 |
| 2022-2023 | F.W. Mad Ants    | 4  | 0  | 17,3 | 66,7 | -    | 75,0 | 3,8 | 1,8 | 0,5 | 0,0 | 7,5 |
| 2023-2024 | Indiana Mad Ants | 30 | 1  | 12,1 | 54,8 | 33,3 | 68,4 | 2,7 | 1,0 | 0,2 | 0,4 | 4,7 |
| Carriera  | Carriera         | 68 | 6  | 12,5 | 53,5 | 28,0 | 63,6 | 3,0 | 0,9 | 0,2 | 0,3 | 4,7 |